# Ateloglossa wickhami
Ateloglossa wickhami är en tvåvingeart som beskrevs av Townsend 1915. Ateloglossa wickhami ingår i släktet Ateloglossa och familjen parasitflugor.
Artens utbredningsområde är Alaska. Inga underarter finns listade.